# Celtis luzonica
Celtis luzonica es una especie de planta de flores perteneciente a la familia  Cannabaceae. Es endémica de las Filipinas. Está tratada en peligro de extinción por pérdida de hábitat.

## Taxonomía
Celtis luzonica fue descrita por Otto Warburg y publicado en Fragmenta Florae Philippinae 3: 164. 1905.
Etimología
Celtis: nombre genérico que deriva de céltis f. – lat. celt(h)is  = en Plinio, es el nombre que recibía en África el "lotus", que para algunos glosadores es el azufaifo (Ziziphus jujuba Mill., ramnáceas) y para otros el almez (Celtis australis L.)
luzonica: epíteto  geográfico que alude a su localización en la Isla de Luzón.